# Dendrobium bancanum
Dendrobium bancanum är en orkidéart som beskrevs av Johannes Jacobus Smith. Dendrobium bancanum ingår i släktet Dendrobium, och familjen orkidéer. Inga underarter finns listade i Catalogue of Life.